# Hieracium antholzense
Hieracium antholzense es una especie de planta con flor del género Hieracium, de la familia Asteraceae, orden Asterales.

## Distribución
Hieracium antholzense se distribuye por Austria e Italia.

## Taxonomía
Fue descrita científicamente por Zahn. Fue publicada en W.D.J.Koch, Syn. Deut. Schweiz. Fl., ed. 3: 1875 (1901).